# 陳敏吾
陳敏吾，字宗舜，號鏡滄，松江府華亭縣人，明朝政治人物。

## 生平
萬曆二十五年（1597年）丁酉科举人，四十一年（1613年）癸丑科進士。四十六年六月选授工部营缮司主事，督理军器所，四十七年杭州抽分，天啓元年（1621年）升员外郎，出任泉州府知府，三年京察去職。